# Territoris de Skinner
Els territoris de Skinner foren un grup de grans hisendes a l'Índia, tingudes amb el sistema zamindari, dominades pels descendents del tinent coronel indiescocès James Skinner, als districtes d'Hissar, Delhi i Karnal, aleshores al Panjab.
Mesuraven 650 km² al districte d'Hissar, 7 km² al districte de Delhi i 54 km² al de Karnal.